# Boisguehenneuc Bay
Die Boisguehenneuc Bay (englisch; bulgarisch залив Боагееньок saliw Boageenjok) ist eine 6,9 km breite und 2,4 km lange Bucht an der Nordwestküste von Liège Island im Palmer-Archipel westlich der Antarktischen Halbinsel. Sie liegt nordöstlich des Bebresh Point und südwestlich des westlichen Ausläufers der Kran-Halbinsel. In ihr Kopfende mündet der Schterna-Gletscher.
Britische Wissenschaftler kartierten sie 1978. Die bulgarische Kommission für Antarktische Geographische Namen benannte sie 2013 nach dem französischen Leutnant Charles Marc du Boisguehenneuc (1740–1778), der am 14. Februar 1772 auf den Kerguelen die erste verbriefte Anlandung auf einer Landmasse südlich der antarktischen Konvergenz durchgeführt hatte.